# Luciano Valette
Luciano Honorato Valette (Uruguay, 29 de agosto de 1880 - Monte Grande, Buenos Aires, 14 de noviembre de 1957) fue un biólogo, explorador y especialista en zoología de origen uruguayo, nacionalizado argentino.

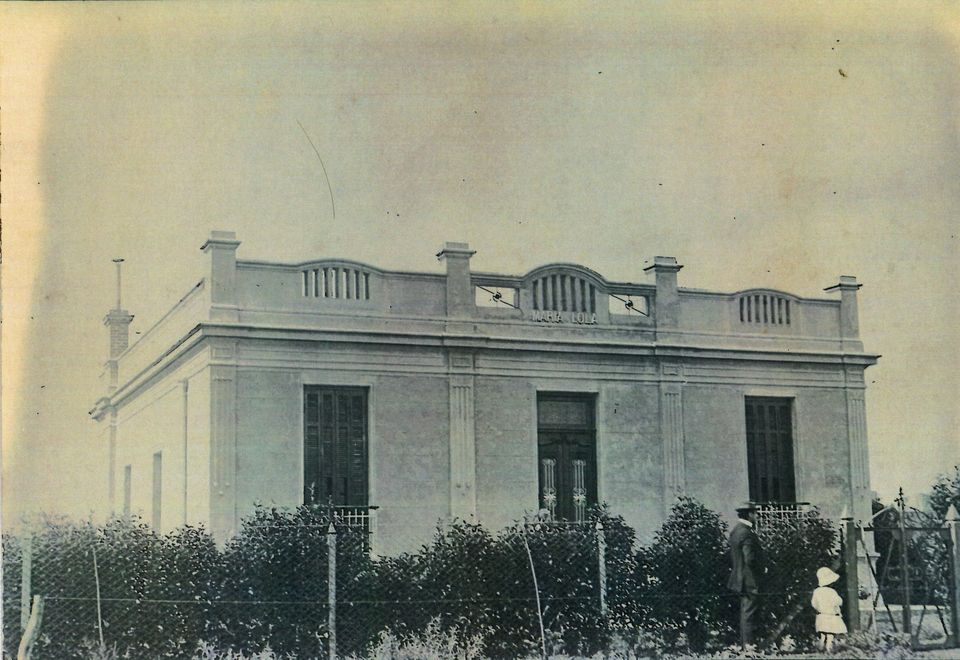
Casa de Luciano Valette en Monte Grande. Actualmente es sede del Concejo Deliberante de Esteban Echeverría

## Biografía
Nacido el 29 de agosto de 1880 en Uruguay, radicado en Buenos Aires, demostró a temprana edad su inclinación hacia las ciencias naturales, ingresando ya a los diecisiete años al Museo de Ciencias Naturales de La Plata, como ayudante en el Departamento de Zoología (1897-98).
Especializado en Hidrobiología, Zoología y Meteorología, entre 1899 y 1930 se desempeñó en el Servicio de Pesca y Piscicultura del Ministerio de Agricultura que, al hacerse cargo del Observatorio Meteorológico y Magnético de la Isla Laurie, en las Orcadas del Sur, en 1904, lo designó para integrar la primera comisión que ocupó se establecimiento.
Se le deben las primeras observaciones zoológicas (aves e invertebrados) de aquella zona, y el primer croquis de las bahías Scotia y Uruguay, levantando conjuntamente con Hugo Alberto Acuña, jefe de la Oficina Postal, el primer correo permanente en la Antártida, siendo los dos únicos rioplatenses de la comisión formada por europeos de la Expedición Antártica Escocesa de William Speirs Bruce.
A partir de 1930, Valette se desempeñó en el Servicio de Pesca y Piscicultura, del Ministerio de Obras Públicas de la provincia de Buenos Aires y fue secretario de la Comisión Nacional Protectora de la Fauna Sudamericana. Ese mismo año fue designado como Comisionado Municipal del Partido de Esteban Echeverría.
Por su capacidad y actuación fue enviado a los Estados Unidos de América para estudiar y traer variedades de salmónidos, truchas y otras especies y distribuirlas en aguas argentinas.
Luciano Valette falleció el 14 de noviembre de 1957. Estaba casado con María "Lola" Bosch.

## Homenajes
Una arteria muy importante de Monte Grande lo recuerda. En la actualidad su casona es sede del Honorable Concejo Deliberante de Esteban Echeverría, donde pasó gran parte de su vida. En el Museo Histórico La Campana pueden verse varias de sus pertenencias, donadas por sus descendientes.